# Джозеф Ньютон Чендлер III
Джозеф Ньютон Чендлер III (англ. Joseph Newton Chandler III) — псевдоним ранее неидентифицированного мужчины (которым оказался американский инженер Роберт Айвэн Николс), найденного мёртвым в ванной в конце июля 2002 года в Истлейке, Огайо, США. После смерти этого человека следователи не смогли найти его семью и обнаружили, что он украл личность Джозефа Ньютона Чендлера III, погибшего в возрасте восьми лет в автокатастрофе в Техасе в 1945 году.
Предположительно, Николс пошёл на такие меры, чтобы скрыть свою личность. Возможно, он был в бегах.
В конце 2016 года судебно-криминалистический генеалог Коллин Фицпатрик (Colleen M. Fitzpatrick) изучила Y-хромосому Чендлера и установила наличие связи неизвестного мужчины с фамилией Николас или Николс. 21 июня 2018 года было объявлено, что он был идентифицирован как Роберт Айван Николс (англ. Robert Ivan Nichols).

## Настоящий Джозеф Чендлер
Джозеф Ньютон Чендлер III родился в Буффало, Нью-Йорк, в 1937 году. 21 декабря 1945 года Чендлеры, собиравшиеся на Рождество к бабушке Джо, врезались в грузовик, который хотел объехать припаркованные машины. На месте погибли все члены семьи — сам Джозеф Чендлер III, его отец Джозеф Чендлер II и мать мальчика Елена «Билли» Чендлер. Сообщения различаются по поводу того, где произошёл несчастный случай: в Шермане или в Уэтерфорде.

## Прошлое
Роберт Николс родился 12 сентября 1926 года в Нью-Олбани, Индиана, в семье Сайласа и Альфы Николсов, у которых было 4 мальчика. Во время Второй мировой войны он поступил на службу в ВМС США, служил пожарным на корабле Aaron Ward, атакованном японцами под Окинавой в 1945 году. Был ранен и награждён Пурпурным сердцем. После войны Николс сжёг свою форму.
В 1947 году Николс женился на Лаверне Корт, в браке у них родилось три сына. Работал чертёжником в компании General Electric. В 1964 году ушёл от жены и детей, в том же году подал на развод, заявив жене, что она «в своё время узнает, почему». Затем он переехал в Дирборн, Мичиган; рассказал своим родителям, что работает в автомобильной промышленности. В марте 1965 года написал родителям, что переехал в Ричмонд, Калифорния. В том же месяце он отправил письмо сыну Филу из Напы, Калифорния. Больше о нём его семья ничего не слышала. В том же году Николс был объявлен в розыск. Вплоть до 1976 года Николс работал, используя свое настоящее имя, согласно Службе внутренних доходов США.
В 1978 году он работал в Edko Company, инженерной компании в Кливленде, а затем работал электриком-дизайнером и чертежником для Lubrizol, химической компании со штаб-квартирой в Виклиффе, штат Огайо. Вышел на пенсию в 1997 году. Он утверждал, что у него есть сестра по имени Мэри Уилсон; однако адрес в Колумбусе, Огайо, который он предоставил, был фиктивным. В конечном итоге выяснилось, что Николс фактически родился по тому же адресу в Нью-Олбани.

## Кража личности
Мужчина украл личность Чендлера в сентябре 1978 года в Рапид-Сити, Южная Дакота, после подачи заявки на получение карточки социального страхования и вскоре после этого перебрался в район Кливленда.
Примечательно, что Николс был на 11 лет старше человека, чью личность он украл.
Считалось, что в своё время «Чендлер» жил в Калифорнии. Со слов знавших его, был образован и, видимо, разбирался в электротехнике.
Соседи описывали неизвестного как отшельника, который покидал свой дом, только чтобы ходить на работу и есть. Коллеги утверждали, что он редко общался с кем-либо, и, похоже, у него было мало друзей, либо они вообще отсутствовали. Отмечались случаи странного поведения неизвестного, в том числе прослушивание белого шума в течение нескольких часов. Однажды он поехал в магазин LL Bean в штате Мэн (проезд длиной не менее десяти часов и 700 миль / 1100 км), чтобы быстро развернуться и вернуться в Огайо после того, когда обнаружил, что на стоянке возле магазина отсутствует место для парковки машины.

## Суицид
31 июля 2002 года в ванной нашли труп застрелившегося за 7 дней до этого Роберта Николса. Перед самоубийством он зачеркнул не до конца прожитый день в календаре и выключил в ванной комнате кондиционер.  Предположительно, он покончил с собой с помощью выстрела в рот револьвером Харт-Харла 38 калибра Charter Arms, который он купил за несколько месяцев до самоубийства. Незадолго до этого у мужчины был диагностирован рак толстой кишки, что, возможно, повлияло на его решение совершить самоубийство.
После смерти самозванец был кремирован и похоронен под его псевдонимом. На банковском счёте мужчины обнаружилось 82 000 долларов. Им был составлен список своих коллег в качестве экстренных контактов. Вопросы к прошлому «Джозефа Чендлера» возникли после того, как власти не смогли найти его родственников и обнаружили, что настоящий Джозеф Чендлер умер несколькими десятилетиями ранее. Власти не смогли найти какие-либо пригодные для использования отпечатки пальцев, чтобы идентифицировать личность неизвестного, кроме того, тело сильно разложилось к моменту обнаружения, но они смогли получить образец ДНК после того, как нашли больницу, которую мужчина посетил в 2000 году.

## Идентификация
В 2014 году по просьбе местной полиции Питер Дж. Эллиот, маршал Соединённых Штатов в Северном округе штата Огайо, вновь открыл дело Чендлера. Основываясь на ДНК, извлечённой из образца ткани из больницы в округе Лейк, Огайо, был сформирован профиль CODIS, но не было найдено никаких зацепок. В 2016 году он попросил судебного генеалога Коллин Фицпатрик сравнить профиль Чендлера Y-STR, полученный из образца ткани, по общедоступным базам генетических данных типа 23andMe и MyHeritage. Было обнаружено совпадение по фамилии Николас или Николс. В 2018 году организации Фицпатрик Identifinders International и Пресс DNA Doe Project использовали аутосомный SNP-анализ и базу данных генома человека GEDmatch, идентифицировав Чендлера как инженера-проектировщика из Нью-Олбани, штат Индиана, по имени Роберт Айван Николс. Совпадение профиля CODIS с данными сына Роберта Николса, Фила Николса, подтвердило идентификацию.

## Теории
Власти считали, что этот человек был беглецом или дезертиром. Было много теорий относительно того, откуда он мог сбежать, но ни одна из них не была подтверждена.
Некоторые интернет-сыщики предполагали, что он, возможно, был убийцей Зодиаком, ведь его внешность напоминала полицейские эскизы Зодиака, а также неизвестный проживал в Калифорнии, где действовал сам Зодиак. Другая теория заключалась в том, что он был Стивеном Кэмпбеллом, инженером из Шайенна, Вайоминг, разыскивавшимся за покушение на убийство. Власти также посчитали, что он, возможно, был немецким солдатом, который после Второй мировой войны бежал в Соединённые Штаты.
Поиски причин, которые заставили Николса украсть личность другого человека, продолжаются. Ведётся расследование возможной связи с убийством десятилетней девочки Эми Михалевик.

## Персональные данные
Физическое описание:
- белый мужчина;
- возраст от 65 до 70 лет;
- рост 170 см / 5 футов 7 дюймов;
- вес 73 кг / 160 фунтов;
- седые волосы (ранее каштановые);
- глаза серого цвета.